# Northern Ontario Junior Hockey League
Northern Ontario Junior Hockey League (NOJHL) är en nordamerikansk juniorishockeyliga som är baserat i största del i den kanadensiska provinsen Ontarios norra del. Ligan är för manliga ishockeyspelare som är mellan 16 och 21 år gamla. NOJHL är sanktionerad av det regionala ishockeyförbundet Northern Ontario Hockey Association. 
Ligan grundades 1962.

## Lagen

### Nuvarande
De lag som deltar i ligan för säsongen 2018–2019.
| East - Cochrane Crunch - French River Rapids - Hearst Lumberjacks - Kirkland Lake Gold Miners - Powassan Voodoos - Timmins Rock | West - Blind River Beavers - Elliot Lake Wildcats - Espanola Express - Rayside-Balfour Canadians - Soo Eagles - Soo Thunderbirds |

### Tidigare
De lag som har tidigare deltagit i ligan.
| - Abitibi Eskimos - Blind River Barons - Capitales de Rouyn-Noranda - Capreol Hawks - Chelmsford Canadiens - Copper Cliff Cubs - Coniston Flyers - Elliot Lake Bobcats - Elliot Lake Ice - Elliot Lake Vikings - Espanola Eagles - Espanola Rivermen - Espanola Screaming Eagles - Garson-Falconbridge Native Sons - Haileybury 54's - Iroquois Falls Eskis - Kirkland Lake Blue Devils - Manitoulin Islanders - Manitoulin Wild - Mattawa Blackhawks - Nickel Centre Barons - Nickel Centre Cubs - Nickel Centre Native Sons | - Nickel Centre Power Trains - North Bay Skyhawks - North Bay Trappers - Northern Michigan Black Bears - Onaping Falls Huskies - Parry Sound Shamrocks - Powassan Hawks - Powassan Passport - Rayside-Balfour Sabrecats - Royals de Temiscaming - Sault Ste. Marie Jr. Greyhounds - Soo Indians - Sturgeon Falls Lynx - Sudbury Cubs - Sudbury Jr. Wolves - Sudbury Nickel Barons - Sudbury North Stars - Sudbury Northern Wolves - Sudbury Wolves - Temiscaming Royals - Thessalon Flyers - Timmins Golden Bears - West Nipissing Alouettes |

## Mästare
De lag som har vunnit NOJHL:s slutspel.
| - 1962–1963: Espanola Eagles - 1963–1964: North Bay Trappers - 1964–1965: Garson-Falconbridge Native Sons - 1965–1966: North Bay Trappers - 1966–1967: Soo Greyhounds - 1967–1968: North Bay Trappers - 1968–1969: Sudbury Wolves - 1969–1970: Soo Greyhounds - 1970–1971: Sudbury Cubs - 1971–1972: Levack Miners - 1972–1973: Coniston Cubs - 1973–1974: Rayside-Balfour Canadians - 1974–1975: Onaping Falls Huskies - 1975–1976: Onaping Falls Huskies - 1976–1977: Onaping Falls Huskies - 1977–1978: Onaping Falls Huskies - 1978–1979: Nickel Centre Native Sons - 1979–1980: Onaping Falls Huskies - 1980–1981: Onaping Falls Huskies | - 1981–1982: Onaping Falls Huskies - 1982–1983: Elliot Lake Vikings - 1983–1984: Rayside-Balfour Canadians - 1984–1985: Sudbury Cubs - 1985–1986: Onaping Falls Huskies - 1986–1987: Nickel Centre Power Trains - 1987–1988: Sudbury Cubs - 1988–1989: Sudbury Cubs - 1989–1990: Sudbury Cubs - 1990–1991: Sudbury Cubs - 1991–1992: Powassan Hawks - 1992–1993: Powassan Hawks - 1993–1994: Powassan Hawks - 1994–1995: Timmins Golden Bears - 1995–1996: Rayside-Balfour Sabrecats - 1996–1997: Rayside-Balfour Sabrecats - 1997–1998: Rayside-Balfour Sabrecats - 1998–1999: Rayside-Balfour Sabrecats - 1999–2000: Rayside-Balfour Sabrecats | - 2000–2001: Rayside-Balfour Sabrecats - 2001–2002: Rayside-Balfour Sabrecats - 2002–2003: North Bay Skyhawks - 2003–2004: North Bay Skyhawks - 2004–2005: North Bay Skyhawks - 2005–2006: Sudbury Jr. Wolves - 2006–2007: Soo Indians - 2007–2008: Sudbury Jr. Wolves - 2008–2009: Soo Thunderbirds - 2009–2010: Abitibi Eskimos - 2010–2011: Soo Eagles - 2011–2012: Soo Thunderbirds - 2012–2013: North Bay Trappers - 2013–2014: Kirkland Lake Gold Miners - 2014–2015: Soo Thunderbirds - 2015–2016: Soo Thunderbirds - 2016–2017: Powassan Voodoos - 2017–2018: Cochrane Crunch |

## Spelare

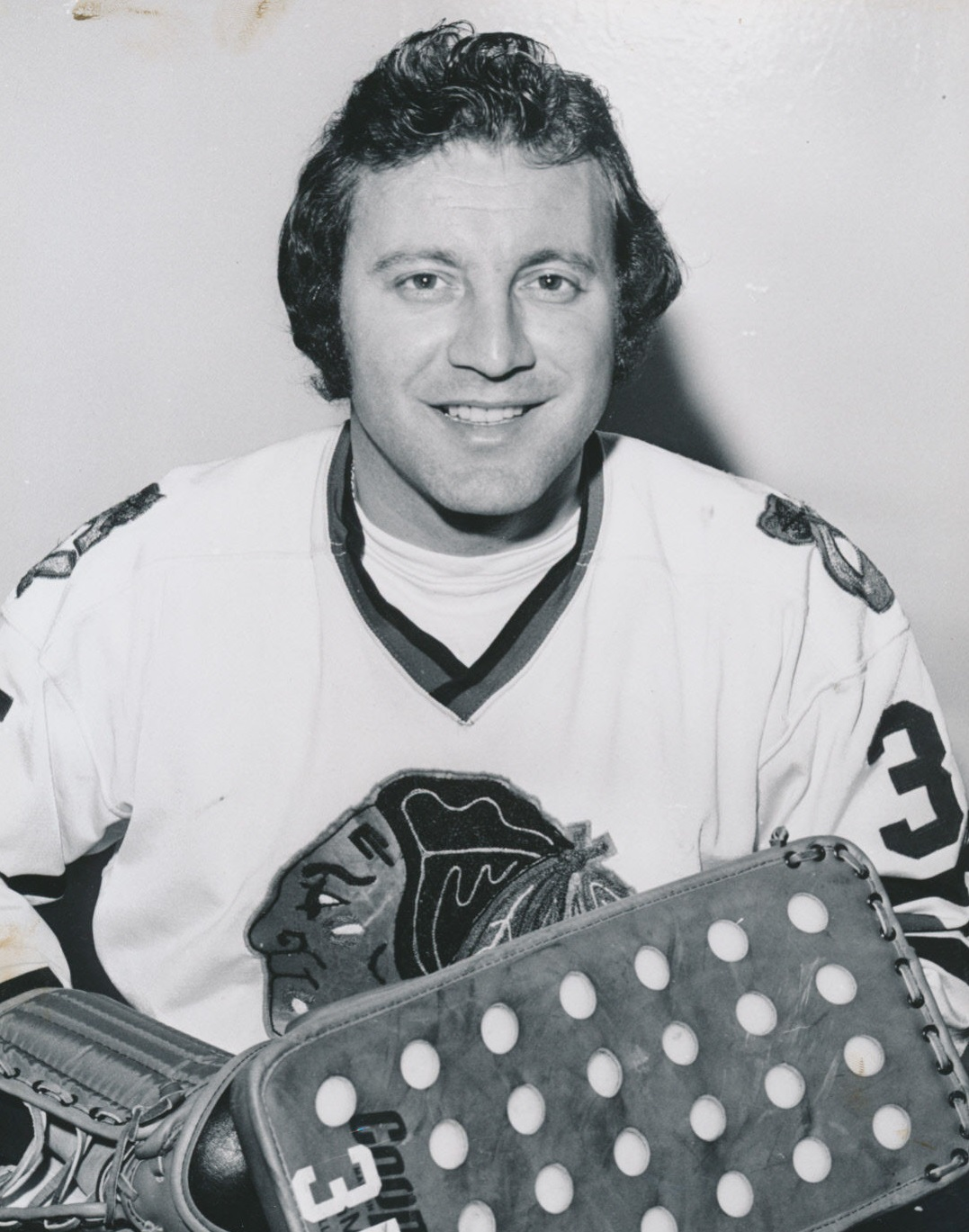
Tony Esposito.

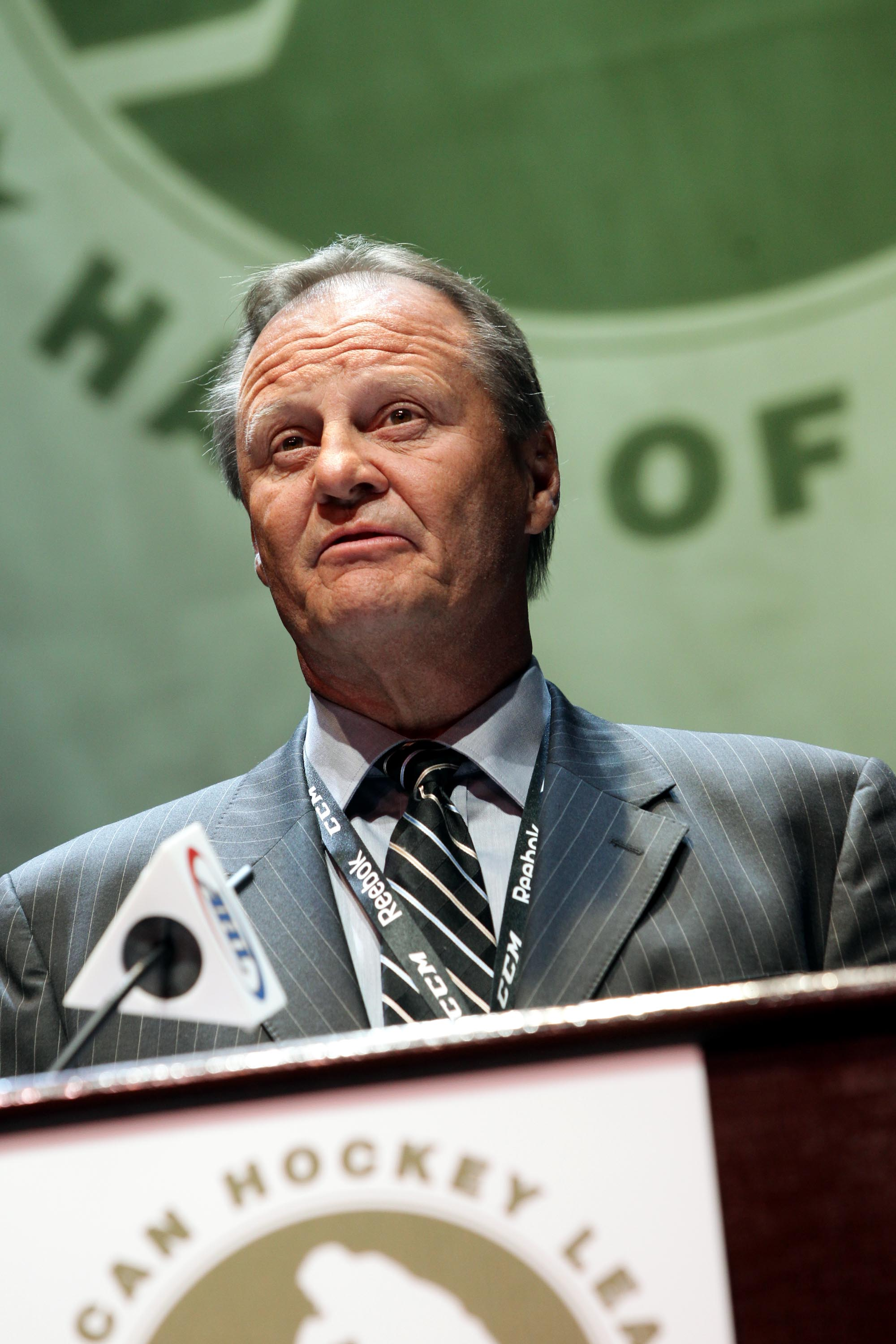
Bill Barber.

Ett urval av ishockeyspelare som har spelat en del av sina ungdomsår i ligan.
| Målvakter - Ken Appleby - Alex Auld - Dan Cloutier - Tony Esposito | Backar - Ab DeMarco Jr. - Alex Henry - Randy Holt - Sheldon Kannegiesser - Jerry Korab - Colin Miller - Jake Muzzin | Forwards - Bill Barber - Todd Bertuzzi - Ivan Boldirev - Andrew Brunette - Andrew Desjardins - Trevor Halverson - Tyler Kennedy - Lonnie Loach - Derek MacKenzie - Wayne Maki - Joel Rechlicz - Brian Savage - Jeremy Stevenson - Steve Sullivan - Dave Taylor - Floyd Thomson - Chris Thorburn - Mike Zuke |